# Geolycosa uinticolens
Geolycosa uinticolens är en spindelart som först beskrevs av Chamberlin 1936.  Geolycosa uinticolens ingår i släktet Geolycosa och familjen vargspindlar. Inga underarter finns listade i Catalogue of Life.